# Lemnaphila scotlandae
Lemnaphila scotlandae är en tvåvingeart som beskrevs av Cresson 1933. Lemnaphila scotlandae ingår i släktet Lemnaphila och familjen vattenflugor. Inga underarter finns listade i Catalogue of Life.